# راي بير
راي بير (بالإنجليزية: Ray Bare)‏ هو لاعب كرة قاعدة أمريكي، ولد في 15 أبريل 1949 في ميامي في الولايات المتحدة، وتوفي بنفس المكان في 29 مارس 1994 بسبب ابيضاض الدم.

## وصلات خارجية
- راي بير على موقع دوري كرة القاعدة الرئيسي (الإنجليزية)
- راي بير على موقعبيزبول رفرنس.كوم (الدوري الرئيسي) (الإنجليزية)
- راي بير على موقعبيزبول رفرنس.كوم (الدوري الثانوي) (الإنجليزية)
- راي بير على موقع مشجعي الرسوم البيانية (الإنجليزية)